# Helena Fibingerová
Helena Fibingerová (Txecoslovàquia, 13 juliol de 1949) va ser una atleta txecoslovaca, especialitzada en la prova de llançament de pes en la qual va arribar a ser campiona mundial el 1983.

## Carrera esportiva
Al Mundial de Hèlsinki de 1983 va guanyar la medalla d'or en llançament de pes, amb una marca de 21,05 metres, per davant de les alemanyes Helma Knorscheidt (plata amb 20,70 m) i Ilona Schoknecht-Slupianek (bronze amb 20,56 m).